# Cladomyrma maschwitzi
Cladomyrma maschwitzi är en myrart som beskrevs av Agosti 1991. Cladomyrma maschwitzi ingår i släktet Cladomyrma och familjen myror. Inga underarter finns listade i Catalogue of Life.

## Bildgalleri

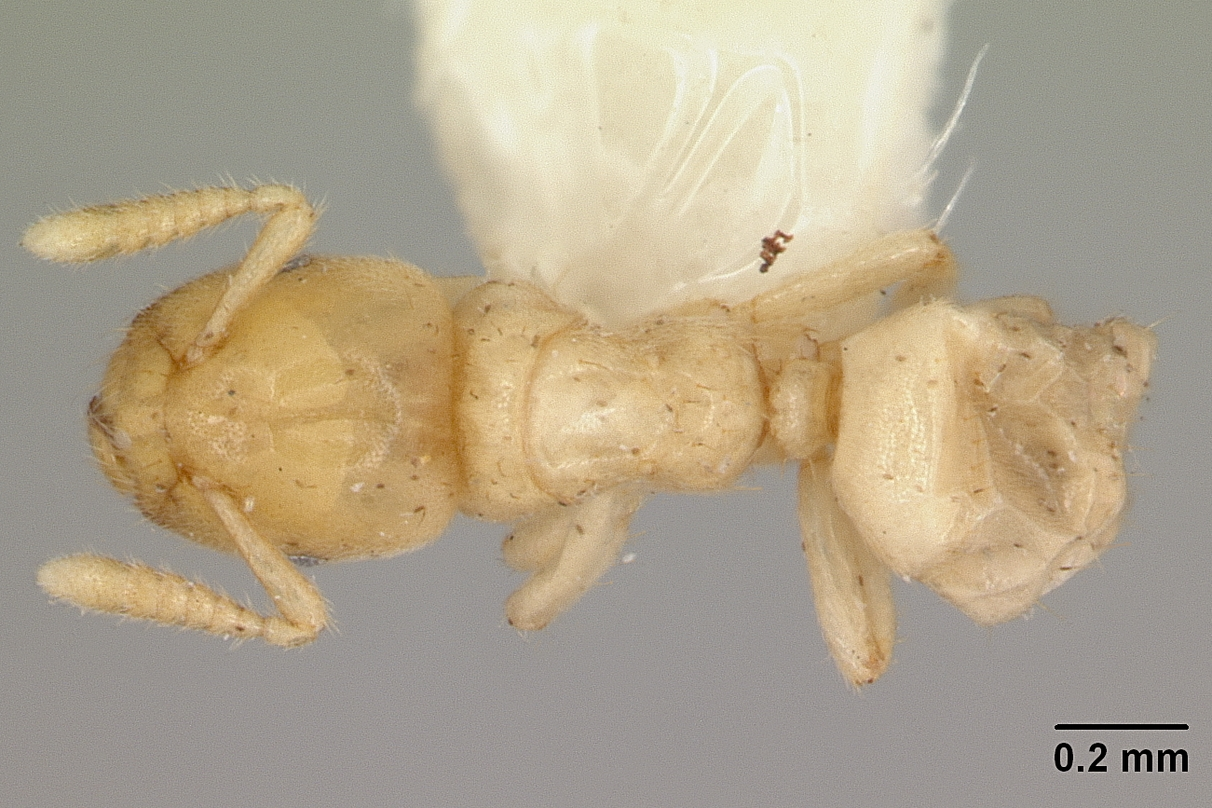
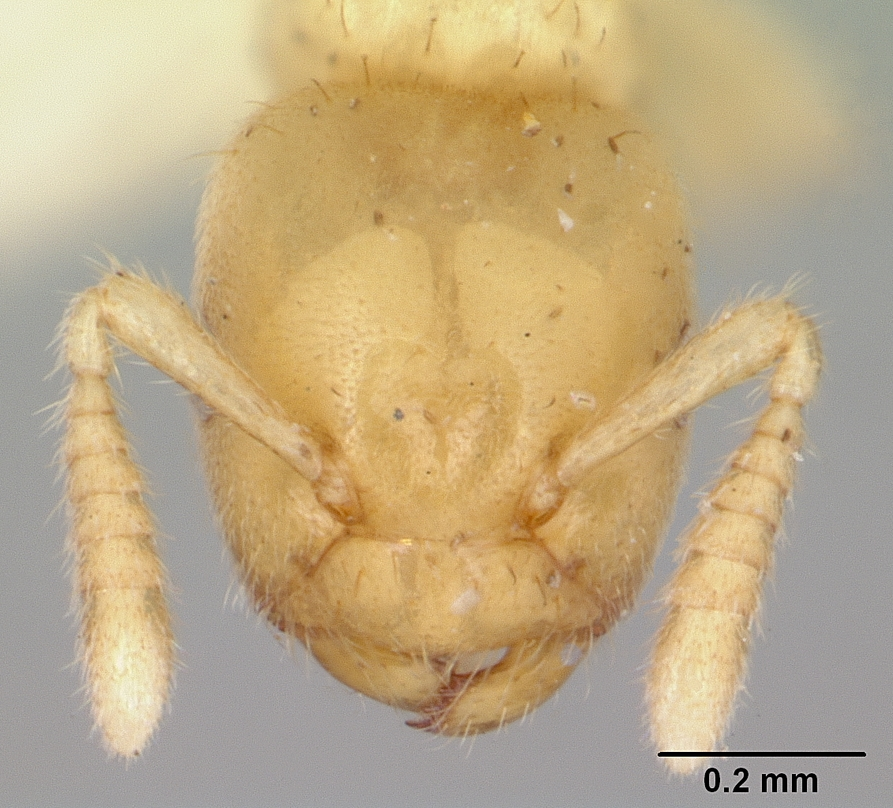
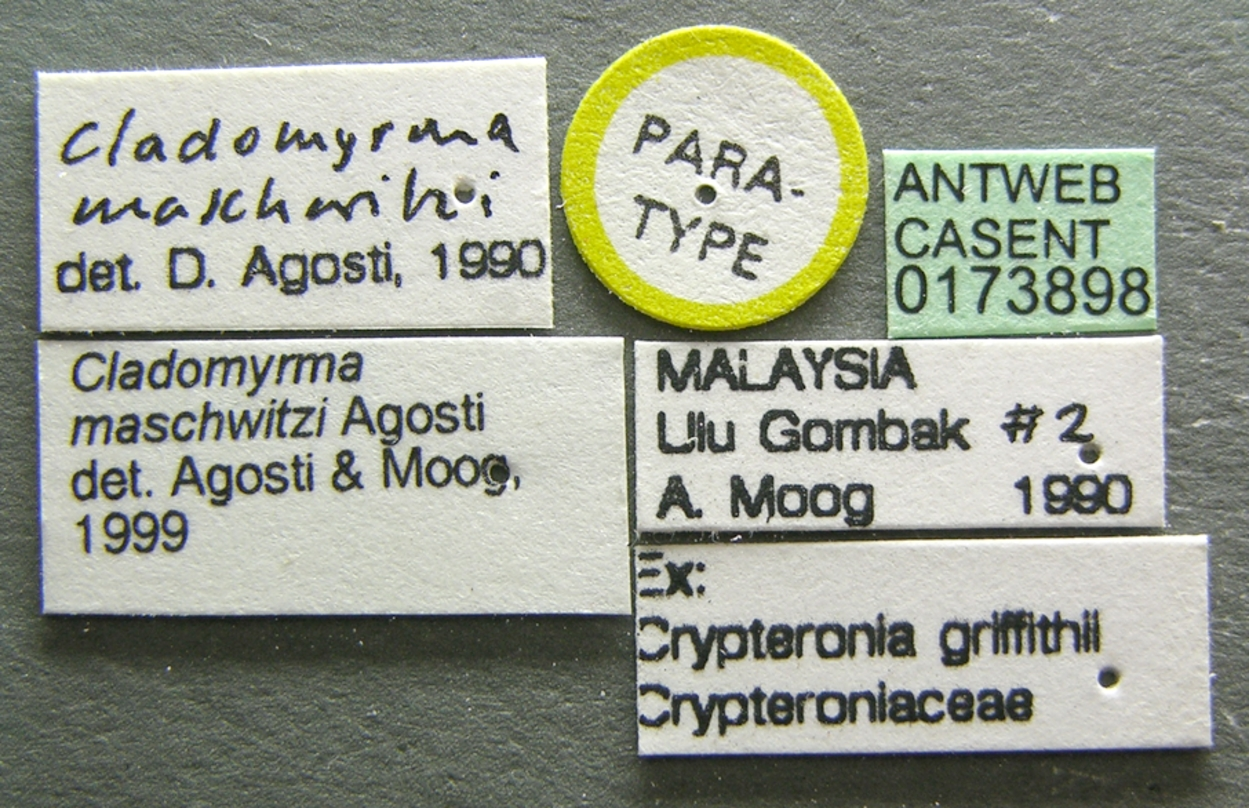
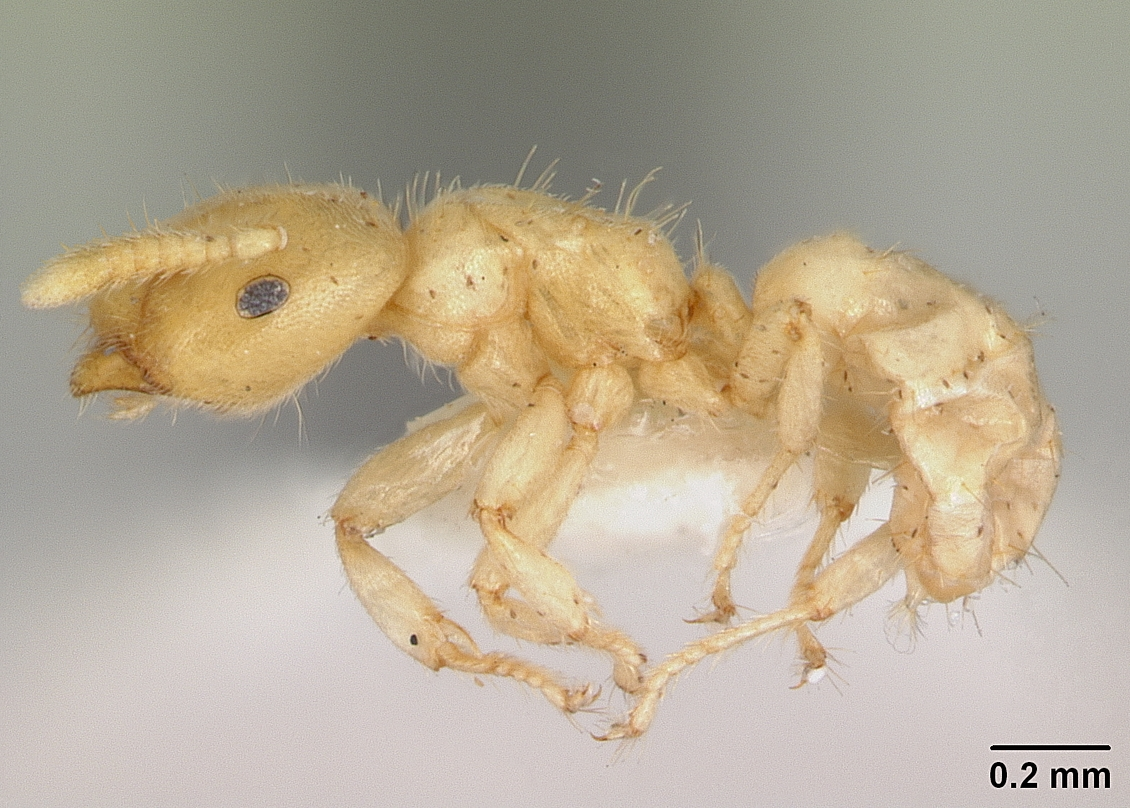
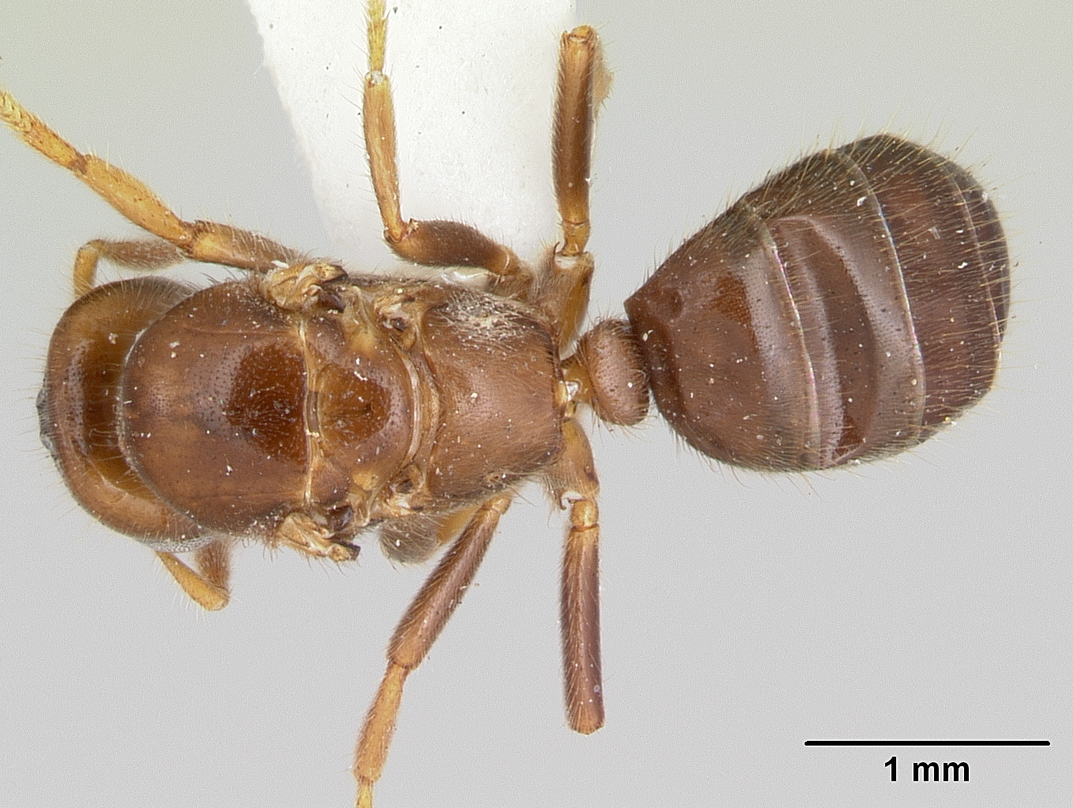
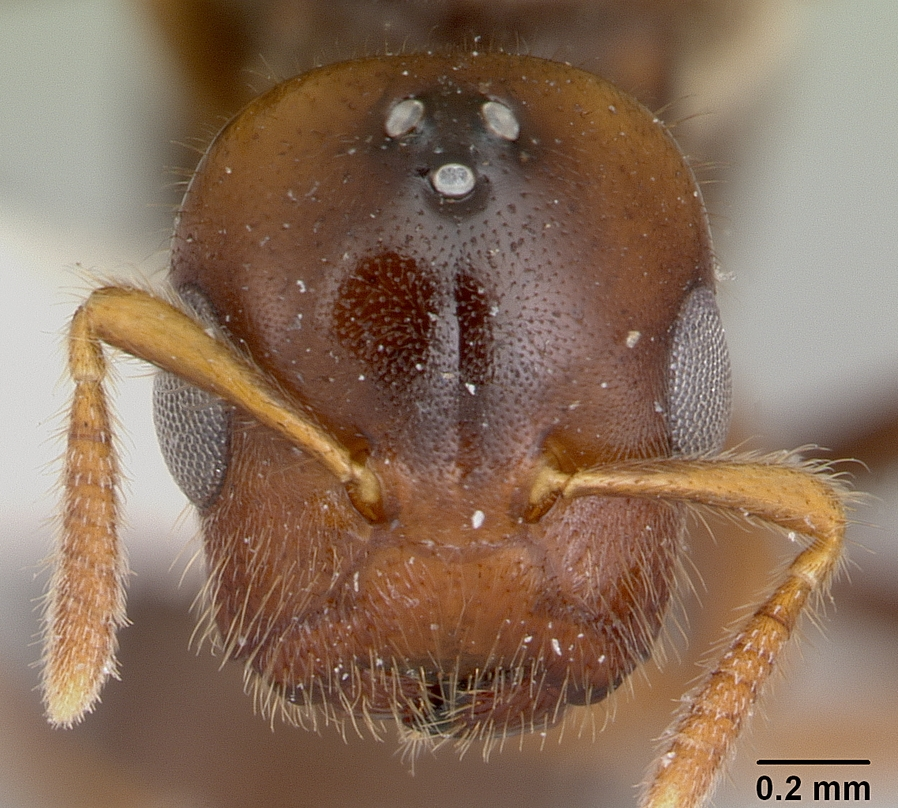